# Герб Вовчанська
Герб Вовча́нська — один з офіційних символів міста Вовчанська Харківської області. Автором сучасного герба є А. Ґречило. Герб є промовистим.

## Опис
Щит перетятий. У верхньому золотому полі покладені навхрест золоті ріг достатку з плодами та кадуцей, що позначає приналежність міста до Харківської області. У нижньому синьому полі по зеленому пагорбі біжить срібний вовк із червоними очима та язиком.
Щит обрамований декоративним картушем і увінчаний срібною міською короною.